# Esenyurt
Esenyurt là một thành phố Thổ Nhĩ Kỳ. Đây là thành phố lớn thứ ba tỉnh Istanbul. Dân số theo điều tra năm 2007 là
253.084 người, năm 2008 là 263.837 người. Thành phố có diện tích km², mật độ dân số là người/km².
Khu vực này có độ cao trung bình 130 mét trên mực nước biển.